# Rip It Up (альбом Dead or Alive )
Rip It Up — альбом хітів Dead or Alive, випущений у 1987 році на Epic Records. Альбом містить вісім синглів з двох попередніх альбомів Youthquake та Mad, Bad, and Dangerous to Know. В альбом не було включено нових пісень, хоча представлені тут сингли - це альтернативні версії, які були створені шляхом міксування, створюючи неповторну довжину композиції та звучання.
У 2004 році була випущена нова японська версія альбому під назвою Rip It Up +1, яка включала одну бонусну доріжку.

## Трек-лист
Автор музики і слів Dead or Alive. 
| #  | Назва                               | Тривалість |
| -- | ----------------------------------- | ---------- |
| 1. | «Brand New Lover»                   | 4:34       |
| 2. | «My Heart Goes Bang»                | 5:24       |
| 3. | «Something in My House»             | 4:25       |
| 4. | «Lover Come Back to Me»             | 3:53       |
| 5. | «You Spin Me Round (Like a Record)» | 4:27       |
| 6. | «I'll Save You All My Kisses»       | 4:45       |
| 7. | «In Too Deep»                       | 3:56       |
| 8. | «Hooked on Love»                    | 4:11       |

| Rip It Up +1 бонус трек | Rip It Up +1 бонус трек                                           | Rip It Up +1 бонус трек |
| #                       | Назва                                                             | Тривалість              |
| ----------------------- | ----------------------------------------------------------------- | ----------------------- |
| 9.                      | «Turn Around & Count 2 Ten» (The Pearl & Dean "I Love" - BPM Mix) | 8:36                    |